# Tamiops maritimus
Tamiops maritimus — вид мишоподібних гризунів з родини вивіркових. Живе у Південно-Східній Азії.

## Морфологічна характеристика
Довжина голови й тулуба приблизно від 10.5 до 13.4 см і важить приблизно від 54 до 57 г. Довжина хвоста становить від 8 до 11.5 см, тому він трохи коротший за решту тіла. Довжина задньої лапи 25–30 міліметрів, довжина вуха 9–17 міліметрів. Шерсть на спині тварин коротка, основний колір оливково-коричневий. На ньому є три темніші поздовжні смуги, розділені світлішими смугами. Середні яскраві смуги лише нечіткі, зовнішні більш виражені, але менш сильні, ніж у інших видів Tamiops. Під оком є слабка смужка, яка, як і в Tamiops swinhoei, не має контакту зі світлою смугою на спині. Черевна сторона пісочного кольору.

## Поширення
Країни проживання: Китай, Тайвань, В'єтнам, Лаос.
Зустрічається у двох загальних типах лісу: вічнозелені широколистяні ліси з вічнозеленими дубами, лавровими і Pinus massoniana у вторинних насадженнях і змішані мезофітні ліси.

## Спосіб життя
Цей вид веде денний спосіб життя, дуже деревний і харчується фруктами, насінням, комахами; крім того, його раціон включає нектар імбиру (Alpinia kwangsiensis).